# Ӯ
Ӯ, ӯ (У с макроном) — буква расширенной кириллицы. Используется в таджикском алфавите на кириллической основе и обозначает звук [ɵ].
Наряду с другими буквами с макроном используется для обозначения долготы в языках народов Крайнего Севера и Сибири (в саамском, мансийском, селькупском и тунгусо-маньчжурских языках). Ӯ — 36-я буква алеутского алфавита беринговского диалекта.
В дунганском алфавите на основе кириллицы (с 1953 года) официально используется буква Ў (с краткой, а не макроном), но на практике многие издания используют Ӯ (к примеру, «Краткий дунганско-русский словарь / Җеёди хуэйзў-вурус хуадян», под редакцией М. Сушанло, Академия наук Киргизской ССР, Фрунзе, 1968).
Также в 1940—1951 годах присутствовала в казахском алфавите. В 1951 была заменена на букву Ұ.
В некоторых словарях ненецкого языка используется для обозначения долгого гласного [uː].